# Melani García
Melani García Gaspart (La Eliana, Valencia, 10 de junio de 2007) es una cantante y actriz española conocida por haber sido la ganadora de la cuarta temporada de La Voz Kids y de la duodécima temporada de  Tu cara me suena, además de ser la representante de España en el Festival de Eurovisión Junior 2019, celebrado el 24 de noviembre en Gliwice (Polonia), quedando en 3.ª posición con unos 212 puntos.

## Biografía

### Primeros años yLa Voz Kids
Melani García Gaspar, de ascendencia hispano-argentina, nació y reside en La Eliana, Valencia. A los ocho años de edad empezó cantando en un coro local llamado Unió musical de l'Eliana. Allí descubrió la ópera gracias a una de sus profesoras, la cual le enseñó el nocturno «Due pupille amabili» de Wolfgang Amadeus Mozart. Además de cantar, ella toca el violín y está aprendiendo a tocar el piano. Por otra parte, domina el inglés y además es gimnasta.
En 2018 se presentó a La Voz Kids donde, a lo largo de las diferentes galas, cantó en estilo lírico. Para la final, seleccionó el aria Nessun dorma de la ópera Turandot de Giacomo Puccini, convirtiéndose así en la ganadora del equipo de Melendi. Su sueño es representar a España en Eurovisión. Además, participó en el programa Prodigios de TVE.

### Eurovisión Junior 2019
El 24 de julio de 2019, durante el programa A partir de hoy de Máximo Huerta, se anunció a Melani García como la representante de España en el Festival de la Canción de Eurovisión Junior 2019, enterándose la joven en pleno directo. España regresaba así al festival tras trece años de ausencia. Tras cuatro participaciones (2003-2006), esta era la primera vez que el representante se elegía de forma interna. 
El 20 de septiembre de 2019 se conoció la canción con la que Melani representaría a España, «Marte», tema compuesto y producido por Pablo Mora y Manu Chalud, en el que la propia Melani había colaborado. La canción, que trata sobre el problema de los plásticos en los océanos, incorpora el pop pero mantiene una parte lírica, siendo ese el género con el cual se dio a conocer. 
Melani acudió al festival con cuatro coristas: Edurne Rodríguez, Yara Diez, Violeta Leal y María Mihali. Finalmente, quedó en el tercer puesto con un total de 212 puntos, incluyendo los 12 puntos de Albania e Italia. Esta fue la mayor puntuación de la historia de nuestro país hasta ese momento en Eurovisión y Eurovisión Junior.
La escenografía fue a cargo de Nicoline Refsing, nombre muy reconocido en el mundo eurovisivo, ya que fue la directora creativa y productora de contenidos del Festival de Eurovisión 2014, que ganó Conchita Wurst. El 29 de noviembre de 2020 fue nombrada Portavoz del Jurado de Eurovisión Junior 2020, haciéndose viral su actuación por su alto nivel de inglés durante su intervención.

### Otros proyectos
El 18 de diciembre de 2021 formo parte del jurado español en Eurovisión Junior, junto a Miguel Linde, productor musical y compositor para artistas como David Bisbal, David Bustamante, Malú, María Villalón o Los Rebujitos entre otros. Otra de las componentes fue la cantante Sonia Gómez, conocida por formar parte del afamado grupo Sweet California, que cuentan con numerosos éxitos y premios como un MTV EMA a mejor artista español, un premio DIAL de la emisora Cadena DIAL, un disco de oro y dos de platino, Rafa Cano, popular locutor de radio que actualmente presenta en Cadena Dial y Carlos Damas, bailarín de 14 años que formó parte de la representación española en Eurovisión Junior 2020 como uno de los componentes del cuerpo de baile.
En 2022, Melani viajó a Kazajistán para participar en el prestigioso festival Baqytty Bala, un concurso internacional impulsado por el célebre cantante kazajo Dimash Qudaibergen. Gracias a su impresionante voz, Melani logró un destacado segundo puesto, conquistando al público con sus interpretaciones de «Vivo por Ella» y «La Forza» sobre el escenario de la sala de conciertos Oner Ortalygy, en la ciudad de Aktobe.
Como dato curioso, durante la celebración del evento, la emisora pública kazaja anunció que seleccionaría a su representante para Eurovisión Junior 2022 a través de este festival. En aquella edición del Baqytty Bala participaron 21 jóvenes artistas procedentes de 8 países. Aunque Melani fue una de las finalistas, la televisión nacional eligió finalmente a su representante entre los concursantes kazajos, recayendo la elección en David Charlin.
El Baqytty Bala, cuyo nombre significa “Niño Feliz” en kazajo, es un certamen musical que se celebra desde 2018 y se ha consolidado como un referente internacional, reuniendo a jóvenes talentos de todo el mundo y convirtiéndose en uno de los eventos más emblemáticos de la región de Aktobe.
El 4 de noviembre de 2022 se une al equipo de Amibox, un proyecto de Atresmedia para aprender, donde encontrarás contenidos y herramientas para usar los medios de comunicación con criterio y con cabeza.
Melani fue una de las presentadoras de la 22.ª edición del Festival de la Canción de Eurovisión Junior, celebrada el 16 de noviembre de 2024 en la Caja Mágica de Madrid. Acompañada por Ruth Lorenzo y Marc Clotet, su participación supuso su regreso al escenario del festival, esta vez desde una nueva perspectiva.
En febrero de 2025 se confirmó su participación en la duodécima temporada del programa Tu cara me suena de Antena 3, convirtiéndose a sus 17 años en la concursante más joven de la historia del formato. Melani realizó grandes imitaciones quedando para la historia del programa como las de Céline Dion o Shakira, imitando la voz de las cantantes a la perfección, y por lo que fue la gran revelación de la edición por su prodigiosa voz y técnica vocal. Al final del concurso se convirtió en la ganadora de dicha edición con un 48% de los votos de la audiencia.
En 2025 se estrenará la película de aventuras y terror juvenil Los Muértimer de Álvaro Fernández Armero, basada en las historietas de Léa Mazé, en la que Melani interpreta a una joven en un personaje secundario (tráiler y ficha). La joven artista domina idiomas como el inglés, poseyendo un C2, el italiano, el francés y el alemán, además del valenciano y castellano.
Actualmente, Melani tiene previsto iniciar sus estudios universitarios en Bellas Artes en la Universidad Politécnica de Valencia, combinándolos con la carrera de Canto Lírico en el Conservatorio Superior Joaquín Sorolla de Valencia, con el objetivo de desarrollar su faceta artística tanto en las artes visuales como en la música. Melani también continuará con su carrera musical durante su formación. 

## Lanzamientos musicales, filmografía y otros proyectos

### Lanzamientos
| Canción / Single                  | Año  |
| --------------------------------- | ---- |
| Vivo por ella                     | 2018 |
| 'O sole mio                       | 2019 |
| Marte                             | 2019 |
| Grita conmigo                     | 2020 |
| Adiós (con Almudena Cid)          | 2020 |
| Singing Alone (con Aubrey Miller) | 2021 |
| Star Dance                        | 2021 |
| Valientes                         | 2022 |
| Huellas (con Ruth Lorenzo)        | 2022 |
| Be Free                           | 2023 |
| Mi Voz                            | 2024 |

### Programas de televisión

#### Como concursante
| Año  | Programa                                         | Cadena    | Notas                       |
| ---- | ------------------------------------------------ | --------- | --------------------------- |
| 2018 | La Voz Kids 4                                    | Telecinco | Concursante - Ganadora      |
| 2019 | Festival de la Canción de Eurovisión Junior 2019 | La 1      | Concursante - 3.ª finalista |
| 2022 | Baqytty Bala                                     | Khabar    | Concursante - 2.ª finalista |
| 2025 | Tu cara me suena 12                              | Antena 3  | Concursante - Ganadora      |

#### Como invitada
| Año  | Programa                                  | Canal                    | Rol      |
| ---- | ----------------------------------------- | ------------------------ | -------- |
| 2025 | Y ahora Sonsoles                          | Antena 3                 | Invitada |
| 2025 | Espejo Público                            | Antena 3                 | Invitada |
| 2025 | Zapeando                                  | La Sexta                 | Invitada |
| 2024 | Pequeños Genios (03/10/2024)              | Levante TV               | Invitada |
| 2024 | Revista de Sociedad                       | Levante TV               | Invitada |
| 2024 | Euskagym (09/11/2024)                     | TV Victoria              | Invitada |
| 2025 | Socialité                                 | Telecinco                | Invitada |
| 2024 | La Voz Kids (21/04/2024)                  | Antena 3                 | Invitada |
| —    | Las Mañanas Contigo                       | La 8 TV                  | Invitada |
| —    | Inolvidables Años                         | 8TV                      | Invitada |
| —    | Estil Mediterráneo                        | 8TV                      | Invitada |
| —    | Quique TV                                 | 8TV                      | Invitada |
| —    | La hora de Julio Tormo                    | 8TV                      | Invitada |
| —    | Som de Casa                               | À Punt                   | Invitada |
| —    | A la Fresca                               | À Punt                   | Invitada |
| —    | Bona Vesprada                             | À Punt                   | Invitada |
| —    | V7 Show                                   | TeleValencia             | Invitada |
| —    | Estando Contigo                           | Canal Castilla-La Mancha | Invitada |
| 2022 | Premios DEX 2022                          | Canal Sur                | Invitada |
| 2021 | Gala Nochevieja                           | RTVE                     | Invitada |
| 2021 | Cabalgata Reyes (05/01/2021)              | RTVE                     | Invitada |
| 2020 | Eurovisión Junior - Portavoz (29/11/2020) | RTVE                     | Invitada |
| 2020 | Carnaval Islas Canarias (15/02/2020)      | TV Canarias              | Invitada |
| 2020 | Concierto de Reyes                        | La 2 TV                  | Invitada |
| 2020 | Gala Feliz 2020                           | RTVE                     | Invitada |
| 2019 | La Voz Kids (27/12/2019)                  | Antena 3                 | Invitada |
| 2019 | Horta Televisión (23/12/2019)             | Horta TV                 | Invitada |
| 2019 | Zapeando                                  | La Sexta                 | Invitada |
| 2019 | Aquí la Tierra                            | RTVE                     | Invitada |
| 2019 | A partir de Hoy (07/11/2019)              | RTVE                     | Invitada |
| 2019 | La Voz Kids (14/10/2019)                  | Antena 3                 | Invitada |
| 2019 | Telemadrid (04/08/2019)                   | Telemadrid               | Invitada |
| 2019 | A partir de Hoy (24/07/2019)              | RTVE                     | Invitada |
| 2019 | Viva la Vida (16/02/2019)                 | Telecinco                | Invitada |
| 2018 | Euskagym (26/11/2018)                     | TV Victoria              | Invitada |
| 2018 | Mickey Mouse Squad (02/10/2018)           | Disney Channel           | Invitada |
| 2018 | Viva la Vida (07/07/2018)                 | Telecinco                | Invitada |
| 2018 | Viva la Vida (20/05/2018)                 | Telecinco                | Invitada |
| 2018 | Sálvame (16/05/2018)                      | Telecinco                | Invitada |
| 2018 | Viva la Vida (28/04/2018)                 | Telecinco                | Invitada |

#### Como presentadora
| Año  | Evento                                      | Lugar                | Idioma              | Rol          |
| ---- | ------------------------------------------- | -------------------- | ------------------- | ------------ |
| —    | Concurso de Talentos United Kids Festival   | Alicante             | Inglés              | Presentadora |
| —    | Concurso Internacional de Baile Marina Bach | Vilajoyosa, Alicante | Castellano          | Presentadora |
| 2024 | Preparty ES                                 | Madrid               | Inglés / Castellano | Presentadora |
| 2024 | Eurovisión Junior                           | Madrid               | Inglés              | Presentadora |

### Cine
| Año  | Título        | Personaje |
| ---- | ------------- | --------- |
| 2025 | Los Muértimer | Raquel    |

### Literatura
| Año  | Título                            | Editorial               |
| ---- | --------------------------------- | ----------------------- |
| 2021 | Melani y la llave de los ajolotes | Ediciones Martínez Roca |

### Premios y nominaciones

#### Premios juveniles
| Año  | Premio                                   | Categoría              | Resultado |
| ---- | ---------------------------------------- | ---------------------- | --------- |
| 2022 | Nickelodeon Kids' Choice Awards (España) | Mejor Artista Española | Nominada  |

#### Premios de canto
| Año  | Premio                                                                | Categoría                              | Resultado |
| ---- | --------------------------------------------------------------------- | -------------------------------------- | --------- |
| 2025 | Tu Cara Me Suena                                                      | Participación                          | Ganadora  |
| 2024 | Concurso Internacional de Canto Lírico Ricardo La Fuente (Torrevieja) | Concurso Internacional de Canto Lírico | 3º Puesto |
| 2019 | Eurovisión Junior                                                     | Representante de España                | 3º Puesto |
| 2019 | Oro, Incienso y Mirra (CADENA COPE, Marbella)                         | Trayectoria Musical                    | Premio    |
| 2018 | La Voz Kids                                                           | Concurso de Talentos Televisivo        | Ganadora  |
| 2018 | La Iniciativa Artística (Periódico DE AQUÍ)                           | Reconocimiento Artístico               | Premio    |
| —    | My Way Kid’s Karaoke (Alfafar)                                        | Concurso Karaoke                       | Ganadora  |
| —    | Fest Art (Valencia)                                                   | Concurso de Talentos                   | Ganadora  |
| —    | Talent Show (Sabadell)                                                | Concurso de Talentos                   | 3º Puesto |
| —    | Si Tienes Talento (Guadasuar)                                         | Concurso de Talentos                   | 3º Puesto |
| —    | V7 SHOW (TV Valencia)                                                 | Concurso de Talentos Televisivo        | Finalista |
| —    | Karaoke LALA (Valencia)                                               | Concurso Karaoke                       | Ganadora  |
| —    | Encántanos (La Zenia, Alicante)                                       | Concurso de Talentos                   | Ganadora  |
| —    | Un Pilar de Estrellas (Murcia)                                        | Concurso de Talentos                   | 2º Puesto |
| —    | Cantantes Noveles (Silla)                                             | Concurso de Talentos                   | 2º Puesto |
| —    | Invictus Show (TV Valencia)                                           | Concurso de Talentos Televisivo        | Finalista |
| —    | En Busca de una Estrella (Valencia)                                   | Concurso de Talentos                   | Finalista |
| —    | Karaoke Ficus (Monserrat)                                             | Concurso Karaoke                       | Ganadora  |
| —    | Concurso de Talentos (Toledo)                                         | Concurso de Talentos                   | Ganadora  |
| —    | Concurso de Talentos (Alpedrete, Madrid)                              | Concurso de Talentos                   | Ganadora  |
| —    | Concurso de Talentos (Alagón, Zaragoza)                               | Concurso de Talentos                   | Ganadora  |
| —    | Festival Internacional (Gandía)                                       | Concurso de Talentos                   | Ganadora  |
| —    | Concurso de Talentos (Jarafuel)                                       | Concurso de Talentos                   | Ganadora  |
| —    | Concurso Interpreta (Xirivella)                                       | Concurso de Talentos                   | Ganadora  |

#### Premios de Rítmica
| Año | Premio                | Categoría              | Resultado |
| --- | --------------------- | ---------------------- | --------- |
| —   | Campeonato de España  | Conjuntos Pre-Benjamín | 6ª Puesto |
| —   | Campeonato Provincial | Individual Benjamín    | Ganadora  |
| —   | Campeonato Autonómico | Individual Benjamín    | Ganadora  |
| —   | Campeonato Autonómico | Conjuntos Alevín       | 3ª Puesto |

#### Premios en Baile Contemporáneo
| Año  | Premio               | Categoría           | Resultado   |
| ---- | -------------------- | ------------------- | ----------- |
| 2019 | Campeonato de Europa | Baile Contemporáneo | Subcampeona |
| 2019 | Campeonato Nacional  | Baile Contemporáneo | Subcampeona |
| 2018 | Campeonato La Pointe | Baile Contemporáneo | 1º Premio   |
| 2018 | Campeonato La Pointe | Baile Contemporáneo | 1º Premio   |
| 2018 | Mérito Deportivo     | Reconocimiento      | Premio      |

#### Premios en educación
| Año  | Premio               | Categoría                | Resultado |
| ---- | -------------------- | ------------------------ | --------- |
| 2025 | Excelencia Académica | Reconocimiento Educativo | Premio    |
| 2019 | Excelencia Académica | Reconocimiento Educativo | Premio    |

### Musicales
| Año | Musical       | Ciudad/Comunidad              | Rol        |
| --- | ------------- | ----------------------------- | ---------- |
| —   | Campanilla    | Madrid y Comunidad Valenciana | Intérprete |
| —   | Frozen        | Madrid                        | Intérprete |
| —   | La Sirenita   | Comunidad Valenciana          | Intérprete |
| —   | Mary Poppins  | Comunidad Valenciana          | Intérprete |
| —   | Mecano        | Comunidad Valenciana          | Intérprete |
| —   | We Love Queen | Barcelona                     | Intérprete |
| —   | Mamma Mía     | Ribarroja de Túria            | Intérprete |